# Целестин
Целестин или целестит је минерал који се састоји од стронцијума сулфата (SrSO4). Минерал је назван због његове повремене деликатне плаве боје. Целестин је главни извор елемента стронцијума, који се обично користи у ватромету и разним металним легурама.

## Етимологија
Целестин потиче од латинске речи caelestis — „небеско”, што такође потиче од латинске речи caelum — „небо” или „рај”.

## Појава
Целестин се појављује као кристал, али и у компактним масивним и фиброзним облицима. Најчешће се налази у седиментним стенама, често повезаним са минералним гипсом, анхидритом и халитом.
Минерал се налази широм света, обично у малим количинама. Бледоплави кристални примерци су пронађени на Мадагаскару.
Скелети праживотиње Acantharea су направљени од целестина, за разлику од оних других радиоларија код којих су направљени од силицијума диоксида.

У карбонатним морским седиментима, растварање прокопа је препознатљив механизам таложења целестина. Понекад се користи као драги камен.